# بنیستر (کالیفرنیا)
بنیستر (به انگلیسی: Bannister) یک منطقهٔ مسکونی در ایالات متحده آمریکا است که در شهرستان کرن، کالیفرنیا واقع شده‌است. بنیستر ۱۰۶ متر بالاتر از سطح دریا واقع شده‌است.